# Israił Kasumow
Israił Asłudijewicz Kasumow (ros. Исраил Аслудиевич Касумов; ur. 2 czerwca 1990) – rosyjski zapaśnik czeczeńskiego pochodzenia, startujący w stylu wolnym. Złoty medalista mistrzostw Europy w 2021 i brązowy w 2016 i 2017. Czwarty w Pucharze świata w 2015 roku.
Mistrz Rosji w 2021 i 2022; drugi w 2014, 2015 i 2016